# Borneomma
Borneomma is een geslacht van spinnen uit de  familie van de Tetrablemmidae.

## Soorten
- Borneomma roberti Deeleman-Reinhold, 1980
- Borneomma yuata Lehtinen, 1981